# Bocydium globulare
El membrácido brasileño (Bocydium globulare) es una especie de hemíptero de la familia Membracidae. Mide entre 4,6 y 7,5 mm de largo. Suele estar entre las hojas del Tibouchina urvilleana (arbusto de la gloria), de las cuales se alimenta.
Posee protuberancias en la cabeza como pelos con esferas al final sin función conocida. Algunos biólogos dicen que podrían ser para intimidar a sus depredadores, otros para captar las vibraciones del aire cuando se acerca un depredador a modo de señal.

## Distribución geográfica
Habita en partes de la selva amazónica en Brasil, Guayana Francesa, Guyana, Perú y Surinam.